# Đạo cán kinh
Đạo cán kinh (chữ Hán: 稻稈經; sa. Śālistamba Sūtra; Wylie: sA lu'i ljang pa'i mdo; ZWPY: སཱ་ལུའི་ལྗང་པའི་མདོ་; Kinh về cây lúa) là một kinh văn Phật giáo sơ kỳ. Đây là một trong những kinh văn quan trọng đề cập đến thuyết Duyên khởi, thông qua hình tượng phát triển của cây lúa (đạo cán, 稻稈), từ hạt đến chồi, từ chồi lên lá, v.v... để minh họa mối liên hệ phát triển của Thập nhị nhân duyên.
Nội dung kinh văn cũng cho thấy một vài đặc điểm độc đáo cho thấy sự chuyển hướng tư tưởng từ Phật giáo Nguyên thủy sang Đại thừa sơ khai. Do đó, Đạo cán kinh được nhiều học giả xem coi là một trong những bộ kinh Đại thừa đầu tiên, cũng như giữ một vị trí quan trọng về mặt văn bản, lịch sử và ngữ văn.

## Tổng quan
Theo N. Ross Reat, Đạo cán kinh có thể có niên đại khoảng năm 200 trước Công nguyên. Theo một số học giả, Đạo cán kinh được xem là một đại diện cho một thời kỳ văn học Phật giáo tiền Đại thừa, khi mà nội dung tư tưởng đã khác biệt đáng kể so với giáo lý của các bộ phái.
Trong khi nguyên bản tiếng Phạn của Đạo cán kinh hoàn toàn bị thất lạc, kinh lại được trích dẫn rộng rãi nhất trong các văn bản Đại thừa về chủ đề Duyên khởi (sa. pratityasamutpada), như "A-tì-đạt-ma Câu-xá luận sớ" (sa. abhidharmakośavyākhyā) của Xứng Hữu (稱友; sa. Yaśomitra), "Minh cú luận" (sa. prasannapadā) của Nguyệt Xứng (月稱; sa. Candrakīrti), "Nhập bồ-đề hành luận tế sớ" (sa. bodhicaryāvatārapañjikā) của Trí Sinh Tuệ (智生慧; sa. Prajñākaramati), "Tập Bồ-tát học luận" của Tịch Thiên (寂天; sa. Śāntideva), thậm chí trong cả các tài liệu phi Phật giáo khác như "Bhāmatī" của Vācaspati Miśra. Ước tính, khoảng 90% nội dung kinh tồn tại dưới dạng các trích dẫn trong các tài liệu Phật giáo Phạn ngữ khác nhau. Nhiều đoạn trong kinh này có những điểm tương đồng gần với các kinh văn Pali, đặc biệt như đoạn thuyết duyên khởi của Đại kinh Đoạn tận ái (Mahàtanhàsankhaya sutta, Trung Bộ kinh 38).

## Các phiên bản
Có 5 bản dịch Hán văn của Đạo cán kinh được ghi nhận:
- Liễu bản sinh tử kinh (了本生死經), thời Ngô, Chi Khiêm dịch;
- Đạo cán kinh (稻稈經), thời Đông Tấn. Người dịch không rõ;
- Từ thị Bồ tát sở thuyết Đại thừa Duyên sinh đạo cán dụ kinh (慈氏菩薩所說大乘緣生稻𦼮喻經), thời Đường, Bất Không dịch;
- Đại thừa Xá-lê-sa-đam-ma kinh (大乘舍黎娑擔摩經), thời Tống, Thi Hộ dịch;
- Đại thừa Đạo cán kinh, bản Đôn Hoàng, không rõ người dịch. Có lẽ niên đại nhà Đường, do Pháp Thành (Wylie: 'gos chos grub; ZWPY: འགོས་ཆོས་གྲུབ་) dịch.

Ngoài ra cũng có bản dịch Tạng ngữ khác nhau được tìm thấy, bao gồm một số bản viết tay từ Đôn Hoàng.
Bản kinh văn Phạn ngữ ngày nay là được các học giả hiện đại tái tạo lại, bắt đầu với công trình của Louis de La Vallée-Poussin vào năm 1913. Song song với bản 1913, N. Ayaswami Sastri giới thiệu phiên bản của mình vào năm 1950 và V.V. Gokhale với phiên bản 1961. Năm 1993, N. Ross Reat giới thiệu phiên bản dựa trên các nghiên cứu song song, đối chiếu các nguồn Phạn ngữ, Tạng ngữ, Pāli và Hán văn. Reat cũng cung cấp một bản dịch tiếng Anh hoàn chỉnh; cùng với minh họa nhiều đoạn văn song song và giống nhau trong các bài kinh Pāli.
Ba bản kinh chú giải, theo truyền thống, được cho là của Long Thọ, được bảo tồn tại Tây Tạng (số 5466, 5485, 5486). Một số học giả cho rằng, một trong số chúng là của Kamalasila (thế kỷ VIII).
- Śālistamba[ka]ṭīkā của Kamalashila
- Śālistamba[ka]mahāyanasūtraṭīkā được cho là Long Thọ
- Śālistambakakārikā được cho là Long Thọ

## Vai trò trong hệ kinh văn Đại thừa
Nội dung Đạo cán kinh cho thấy rằng các hệ truyền thừa tiền Đại thừa (có thể là cả Đại chúng bộ) đã biết và chấp nhận một lý thuyết về duyên khởi gần giống với lý thuyết của kinh điển Pali. Nó cũng cho thấy ý định củng cố và hệ thống hóa tài liệu được tìm thấy trong kinh điển Pali với một số cải tiến mới. Ví dụ, nó áp dụng một cách mô phỏng sự phát triển của  thực vật cho giáo lý duyên khởi, một điều không có trong kinh điển Pali. Cốt lõi của kinh là một sự trình bày chi tiết về các nguyên nhân (sa. हेतु, hetu) trong chuỗi hình thành nhân duyên.
Các yếu tố Đại thừa trong kinh bao gồm việc kinh được cho là do Di Lặc Bồ tát thuyết giảng và kết luận bất cứ ai hiểu được duyên sinh sẽ trở thành một vị Phật giác ngộ hoàn toàn. Kinh cũng là một tác phẩm tập trung vào sự thành tựu của Pháp thân Phật, nói rõ "Bất cứ ai, các Tỳ kheo, thấy duyên khởi là thấy Pháp, và ai thấy Pháp là thấy Phật" (kết hợp của hai câu nổi tiếng trong kinh Pali). Kinh dường như cũng tiến gần hơn với quan điểm Đại thừa rằng thực tại là huyễn hoặc, sử dụng thuật ngữ maya và cũng sử dụng thuật ngữ phản chiếu để mô phỏng, điều này sẽ được sử dụng rộng rãi để minh họa sự huyễn hoặc trong kinh điển Đại thừa.
N. Ross Reat lưu ý điều này chỉ ra rằng khuynh hướng Đại thừa ban đầu không phải là "phân biệt một cách tự giác" mà chỉ đơn giản là một trong nhiều nỗ lực nhằm hệ thống hóa và trau chuốt những lời dạy của Đức Phật. Trong khi một số bộ phái chọn kết hợp những hệ thống hóa này vào các văn bản Vi diệu pháp, thì các tăng nhân Đại thừa lại xếp hẳng chúng vào hệ kinh điển.